# Ptychomitrium tortula
Ptychomitrium tortula là một loài rêu trong họ Ptychomitriaceae. Loài này được (Harv.) A. Jaeger mô tả khoa học đầu tiên năm 1874.